# Денисенко, Дмитрий Денисович
Дмитрий Денисович Денисенко (бел. Дзмітрый Дзянісавіч Дзенісенка; род. 8 июня 2006, Минск) — белорусский футболист, полузащитник клуба «Минск».

## Карьера
Воспитанник футбольной академии «Минска». В начале сезона 2023 года футболист стал выступать за дублирующий состав клуба. Также футболист по ходу сезона стал неоднократно попадать в заявку основной команды клуба, однако на поле так и не вышел. В 2024 году футболист полноценно присоединился к основной команде столичного клуба. Дебютировал за клуб футболист 31 марта 2024 года в матче против минского «Динамо», выйдя на поле в стартовом составе.

## Международная карьера
В сентябре 2021 года футболист получил вызов в юношескую сборную Беларуси до 16 лет, за которую дебютировал в товарищеских матчах против сборной Турции. В феврале 2022 года в составе сборной футболист принимал участие в Кубке Развития. В июне 2022 года футболист получил вызов в юношескую сборную Беларуси до 19 лет, за которую дебютировал в товарищеских матчах против сборной Узбекистана, также отличившись дебютным забитым голом.

## Достижения
«Минск-2»
- Победитель Второй лиги: 2024